# 451-es főút (Magyarország)

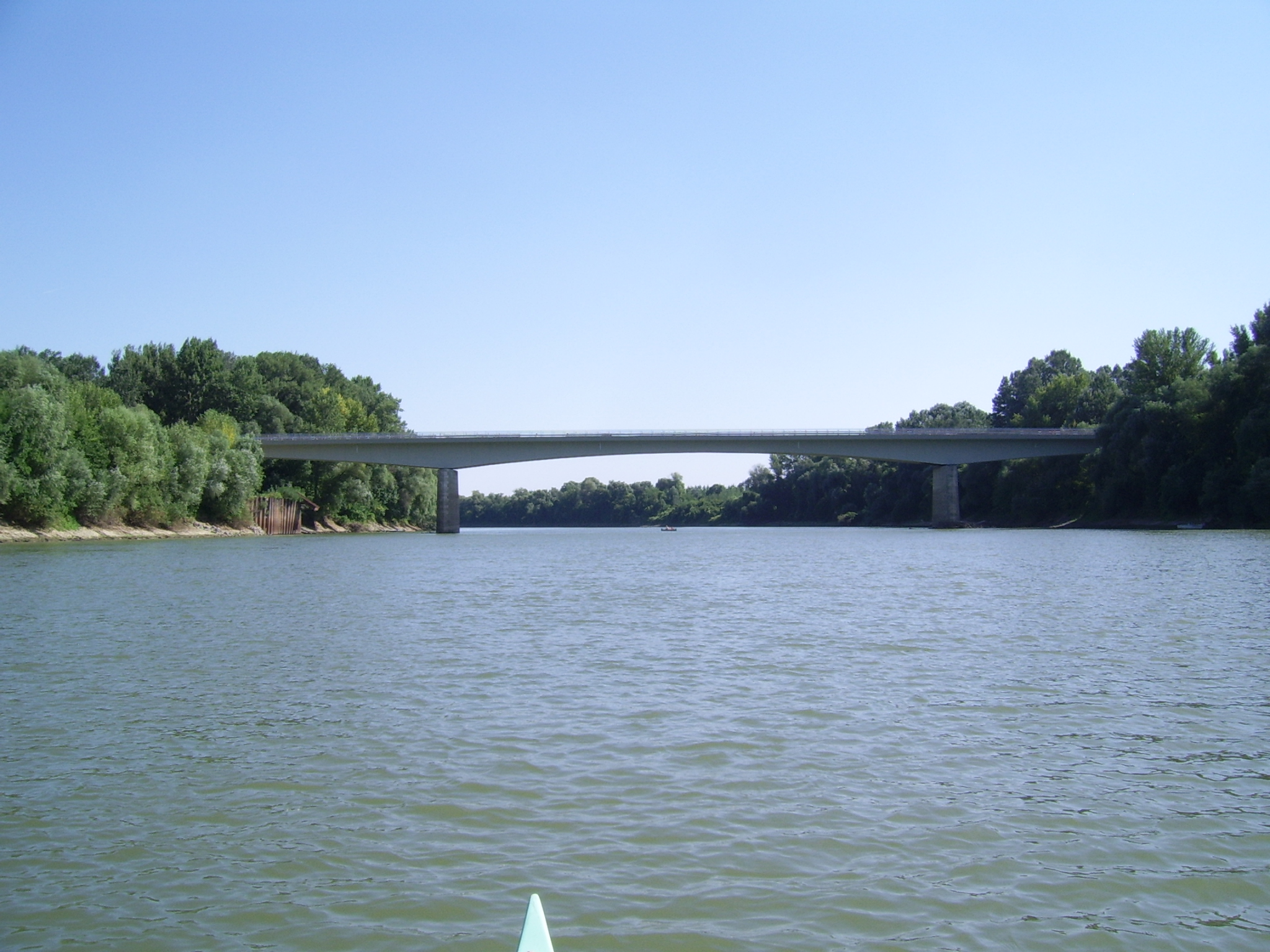
A 451-es út Tisza-hídja

A 451-es számú főút Kiskunfélegyházától Orosházáig tart, hossza mintegy 70 kilométer. Már az 1930-as évek dereka óta másodrendű főútnak számít, évtizedeken át a Kiskunfélegyháza és Hódmezővásárhely között húzódó 42-es főút része volt. Az 1970-es évek kezdetétől fokozatosan építették ki, hogy javítsa Csongrád megye északi részének közúti kapcsolatait. A rendszerváltozást megelőzően épült meg a Csongrád és Szentes közötti Tisza-híd, az 1990-es évek végétől pedig az út által érintett középvárosok elkerülő szakaszait valósították meg.
Az utat a következő években valószínűleg felújítják. A beruházás során burkolatmegerősítés, valamint kerékpárút kiépítése várható.

## Vonalvezetése
Kezdőpontja Kiskunfélegyházától délnyugatra található az 5402-es számú mellékút és az M5-ös autópálya csomópontjánál található. Délről elkerüli Kiskunfélegyházát az 542-es út nyomvonalán, majd keresztezi az 5-ös utat. Áthalad Gátéron és délről elkerüli Csongrádot. 1981 óta különálló közúti híddal szeli át a Tiszát, majd nyugatról és délről elkerüli Szentes városát is. Az elkerülő déli végén ideiglenesen 45-ös számú főúttá vált, majd a derekegyházi körforgalomnál folytatódik az út Orosházáig, ami 27,8 kilométert jelent.

## Története
1934-ben a kereskedelem- és közlekedésügyi miniszter 70 846/1934. számú rendelete lényegében a mai teljes hosszában másodrendű főúttá nyilvánította, a Kiskunfélegyháza-Orosháza közti 42-es főút részeként. Az akkori nyomvonal lényegében annyiban különbözött csak a jelenkoritól, hogy átvezetett Kiskunfélegyháza, Csongrád és Szentes központján is, illetve egy másik, a vasúttal közös hídon szelte át a Tisza folyását. Ugyanazt a nyomvonalat követte és ugyanazt a 42-es útszámozást viselte az 1960-as években is.
Eredeti hossza 36,5 kilométer volt, ám ez a hossz a később épített elkerülő szakaszokkal fokozatosan növekedett. Mai útszámozását 1970-ben vagy az azt megelőző években kaphatta (egy 1970-es kiadású autóstérképen már 451-es útszámozással szerepelt) és 1981-ben készült el a Csongrád és Szentes közötti új, immár különálló Tisza-hídja. Sokáig inkább csak a környékbeli városok közötti forgalmat bonyolította, így magasabb szintű kiépítését az illetékes döntéshozók nem látták szükségesnek. Csak kis számú kiépített csomópontja épült, és a vasútvonalakat (1998-ig) kizárólag szintben keresztezte.
- 1981-ben készült el a közúti Tisza-híd Szentes és Csongrád között. Addig a vasúti hídon folyt a közúti forgalom is.
- 1998 decemberében készült el a Szentest elkerülő 8 km hosszú szakasza. A szakasz egy felüljárót is tartalmaz a 130-as számú Szolnok–Hódmezővásárhely–Makó-vasútvonal és a Szentes-Szegvár közt húzódó 4521-es út fölött.[3]
- 2003-ban készült el a Kiskunfélegyházát dél felől elkerülő útszakasz.[4][5][6]
- 2009-ben kezdődött a főút Csongrádot elkerülő szakaszának kivitelezése.[7] Az útszakaszt 2010. december 20-án adták át.[8]
- 2011 decemberében a Nemzeti Infrastruktúra Fejlesztő Zrt. közbeszerzési pályázatot írt ki a főút korszerűsítési (11,5 tonnás burkolat-megerősítés, párhuzamos kerékpárút építése, csomópontok és műtárgyak felülvizsgálata) terveinek elkészítésére.[9] A beruházáshoz szükséges megvalósíthatósági tanulmányt, az engedélyezési és kiviteli terveket a közbeszerzési eljárás nyertese, a RODEN Mérnöki Iroda Kft. készíti el. A tervezési feladatok várhatóan 2013 végére készülnek el.[10]
- 2023-ban elkészült az út felújítása Derekegyház és Orosháza között